# Yzeron (rivière)
Pour les articles homonymes, voir Yzeron (homonymie).
L'Yzeron est une rivière française qui coule dans le département du Rhône et la métropole de Lyon en région Auvergne-Rhône-Alpes. C'est un affluent droit direct du Rhône.

## Géographie

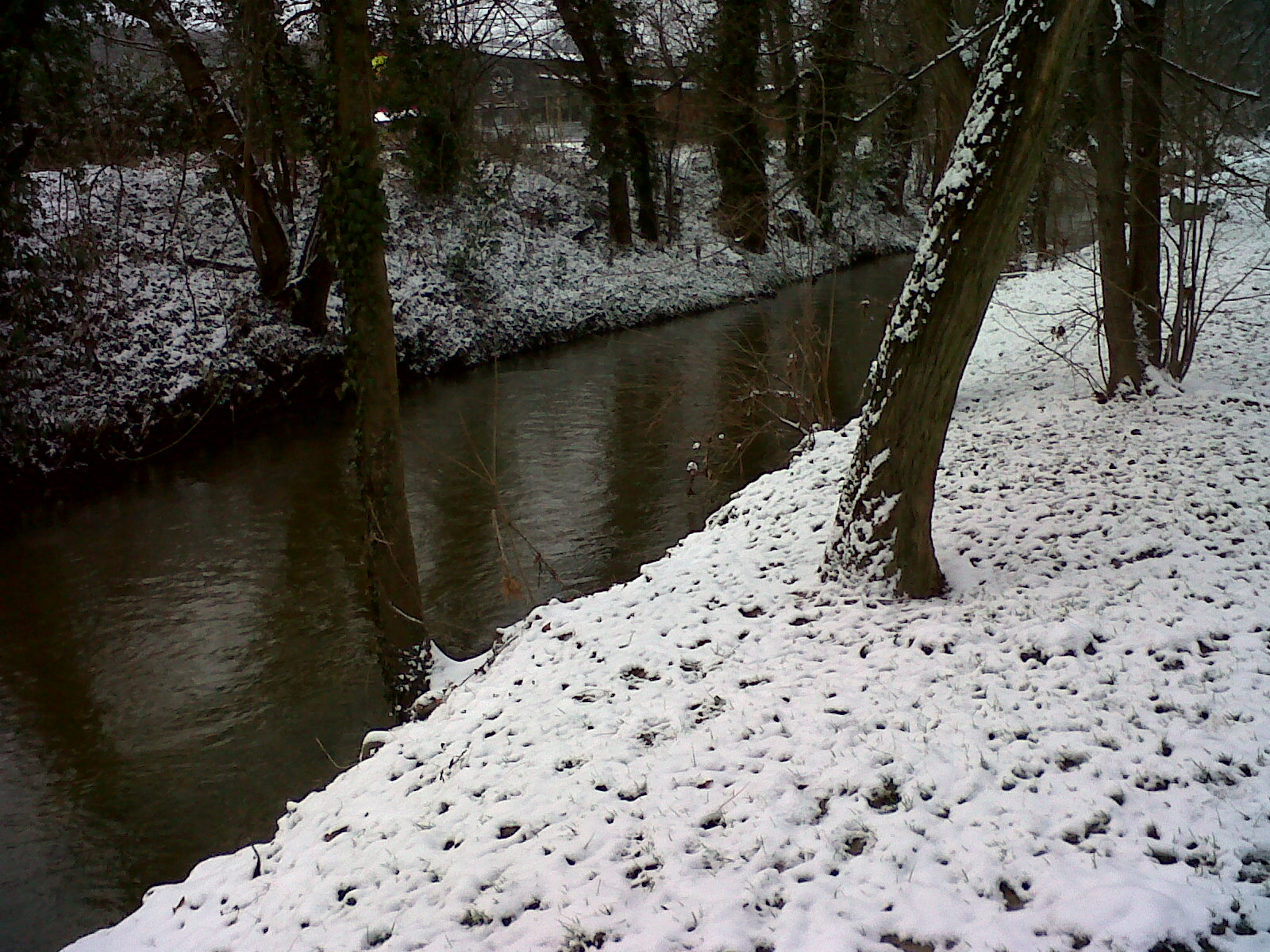
L'Yzeron sous la neige à Sainte-Foy-Lès-Lyon.

La longueur de son cours est de 25,1 km. L'Yzeron prend sa source sur le territoire de Montromant, commune située au sein des monts du Lyonnais, dans le département du Rhône, près du lieu-dit la Fromenterie et du col des Brosses, le long du GR7, à l'altitude de 839 mètres. Il prend d'emblée la direction de l'est, qu'il maintient tout au long de son parcours de 26 kilomètres. Il rejoint le Rhône, à Oullins, dans la banlieue sud-ouest de Lyon, à l'altitude de 165 mètres.

### Communes traversées
L'Yzeron traverse ou longe dix communes, Montromant, Yzeron, Vaugneray, Brindas, Grézieu-la-Varenne, situées dans le département du Rhône, et Craponne, Francheville, Sainte-Foy-lès-Lyon, La Mulatière et Oullins, situées dans la métropole de Lyon.

### Bassin versant
L'Yzeron traverse une seule zone hydrographique 'Le Rhône de la Saône à l'Yzeron (inclus) (V301) de 142 km2 de superficie. Ce bassin versant est constitué à 45,16 % de « territoires agricoles », à 32,54 % de « territoires artificialisés », à 22,20 % de « forêts et milieux semi-naturels », à 0,12 % de « surfaces en eau ».

### Organisme gestionnaire
L'organisme gestionnaire est depuis le 26 décembre 2001, le SAGYRC ou syndicat d’aménagement et de gestion de l’Yzeron, du Ratier et du Charbonnières.

## Affluents
L'Yzeron a six ruisseaux affluents contributeurs :
- le ruisseau des Aduts (rg), 1,8 km sur les deux communes de Vaugneray et Yzeron.
- le ruisseau de la Milonière (rg), 3 km sur la seule commune de Vaugneray.
- le ruisseau Goutte Lays (rd), 1,2 km sur les deux communes de Vaugneray et Saint-Laurent-de-Vaux
- le Dronau (rg), 5,6 km sur la seule commune de Vaugneray.
- la Chaudanne (rg), 4,3 km sur les deux communes de Grézieu-la-Varenne et Vaugneray.
- le ruisseau de Charbonnières (rg), 11,3 km sur cinq communes avec cinq affluents et de rang de Strahler cinq[5]

Donc le rang de Strahler est de six.

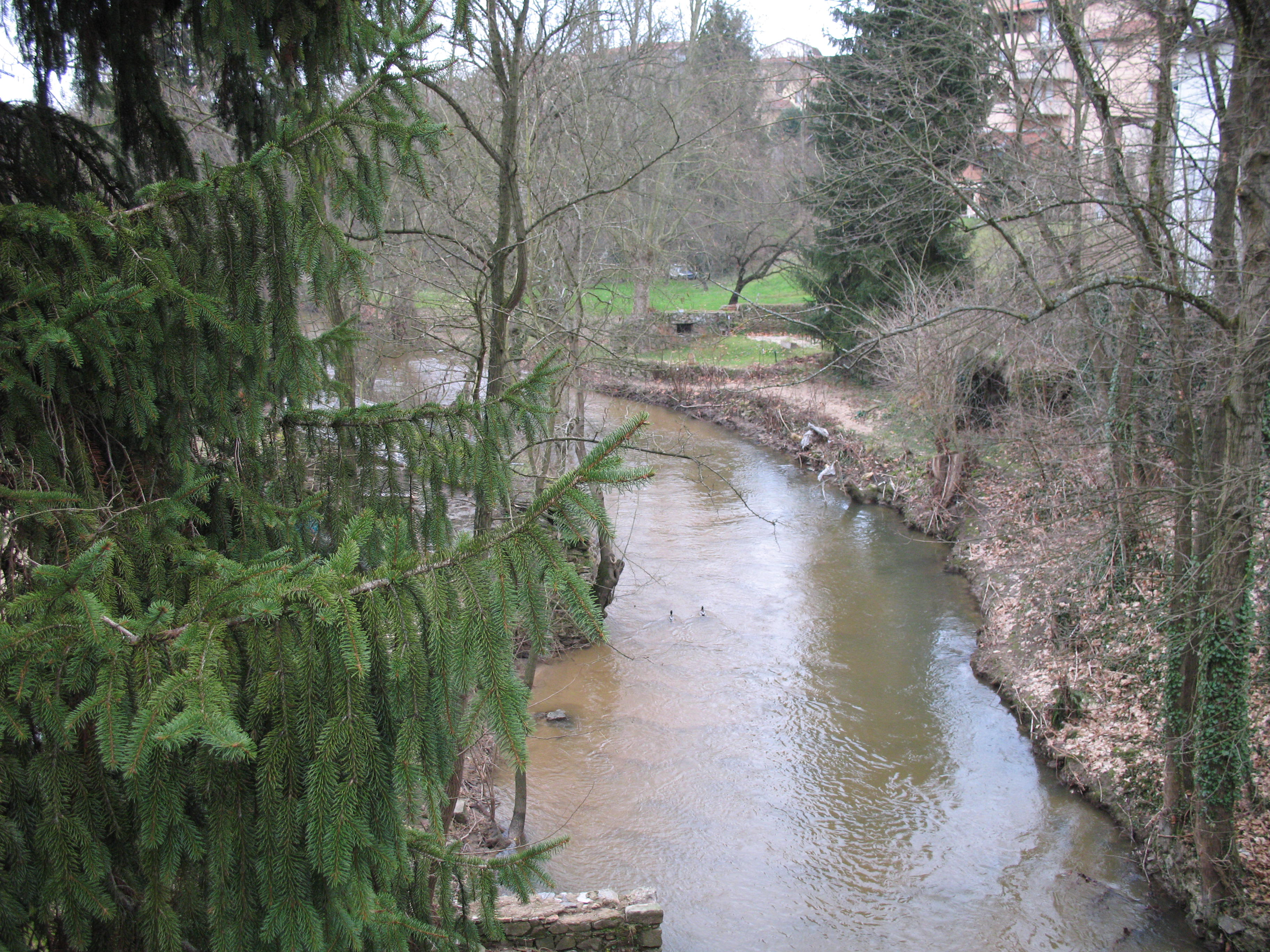
L'Yzeron, à Francheville dans le Rhône.

## Hydrologie

### L'Yzeron à Francheville
Le débit de l'Yzeron a été observé pendant une période de 21 ans (1988-2008), à Francheville, localité du département du Rhône, située tout près du confluent avec le Rhône. Le bassin versant de la rivière y est de 129 km2, soit plus de 90 % de la totalité du bassin versant calculé au point de confluence avec le Rhône.
Le module de la rivière à Francheville est de 0,652 m3/s.
L'Yzeron présente des fluctuations saisonnières de débit importantes. Les hautes eaux se déroulent du début de l'automne au début du printemps et portent le débit mensuel moyen à un niveau situé entre 0,693 et 1,120 m3/s, d'octobre à avril inclus (avec 2 maxima : en janvier et en avril). Les basses eaux ont lieu en été, de fin juin à début septembre, avec une baisse du débit moyen mensuel allant jusqu'à 0,110 m3/s au mois d'août (110 litres par seconde), ce qui est très faible.

### Étiage ou basses eaux
Cependant, le VCN3 peut chuter jusque 0,001 m3/s, en cas de période quinquennale sèche, soit 1 petit litre par seconde, ce qui est très sévère, le cours d'eau, alors réduit à un mince filet, étant quasi à sec.

### Crues
D'autre part les crues peuvent être très importantes, ce qui est le cas de presque tous les cours d'eau issus du rebord oriental du massif central. Les QIX 2 et QIX 5 valent respectivement 30 et 51 m3/s. Le QIX 10 vaut 65 m3/s, tandis que le QIX 20 se monte à 78 m3/s. Enfin le QIX 50 n'a pas été calculé, faute de durée d'observation suffisante pour le déterminer avec précision. Compte tenu de l'exiguïté du bassin versant, ces débits sont vraiment très élevés, quoique n'atteignant pas les sommets des cours d'eau du sud de la région cévenole.
Le débit instantané maximal enregistré à Francheville a été de 95,5 m3/s le 2 décembre 2003, tandis que la valeur quotidienne maximale était de 46,2 m3/s le 17 avril 2005. En comparant le premier de ces chiffres aux valeurs des différents QIX de la rivière, il apparaît que cette crue était largement supérieure à la crue vicennale déterminée par le QIX 20, et donc exceptionnelle.

### Lame d'eau et débit spécifique
La lame d'eau écoulée dans le bassin de l'Yzeron est de 162 millimètres annuellement, ce qui est assez médiocre, très nettement inférieur à la moyenne d'ensemble de la France, et bien sûr également à celle de l'ensemble du bassin versant du Rhône (557 millimètres à Beaucaire). Le débit spécifique (ou Qsp) se monte dès lors à 5,1 litres par seconde et par kilomètre carré de bassin.

## Histoire

Fonctionnement d’un siphon inversé.

Les romains ont capté l'eau de cette rivière pour alimenter Lugdunum grâce à l'aqueduc appelé de nos jours Aqueduc de l'Yzeron. La vallée de l'Yzeron a également été un obstacle difficile pour deux des quatre aqueducs antiques, l'Aqueduc du Gier et celui de l'Yzeron lui-même. Les romains ont donc bâti des siphons inversés.